# Myophonus glaucinus
Tordo-assobiador-javanês ou tordo-assobiador-de-java (Myophonus glaucinus) é uma espécie de ave da família Turdidae.
É endémica da Indonésia.
Os seus habitats naturais são: regiões subtropicais ou tropicais húmidas de alta altitude.